# 井荻トンネル

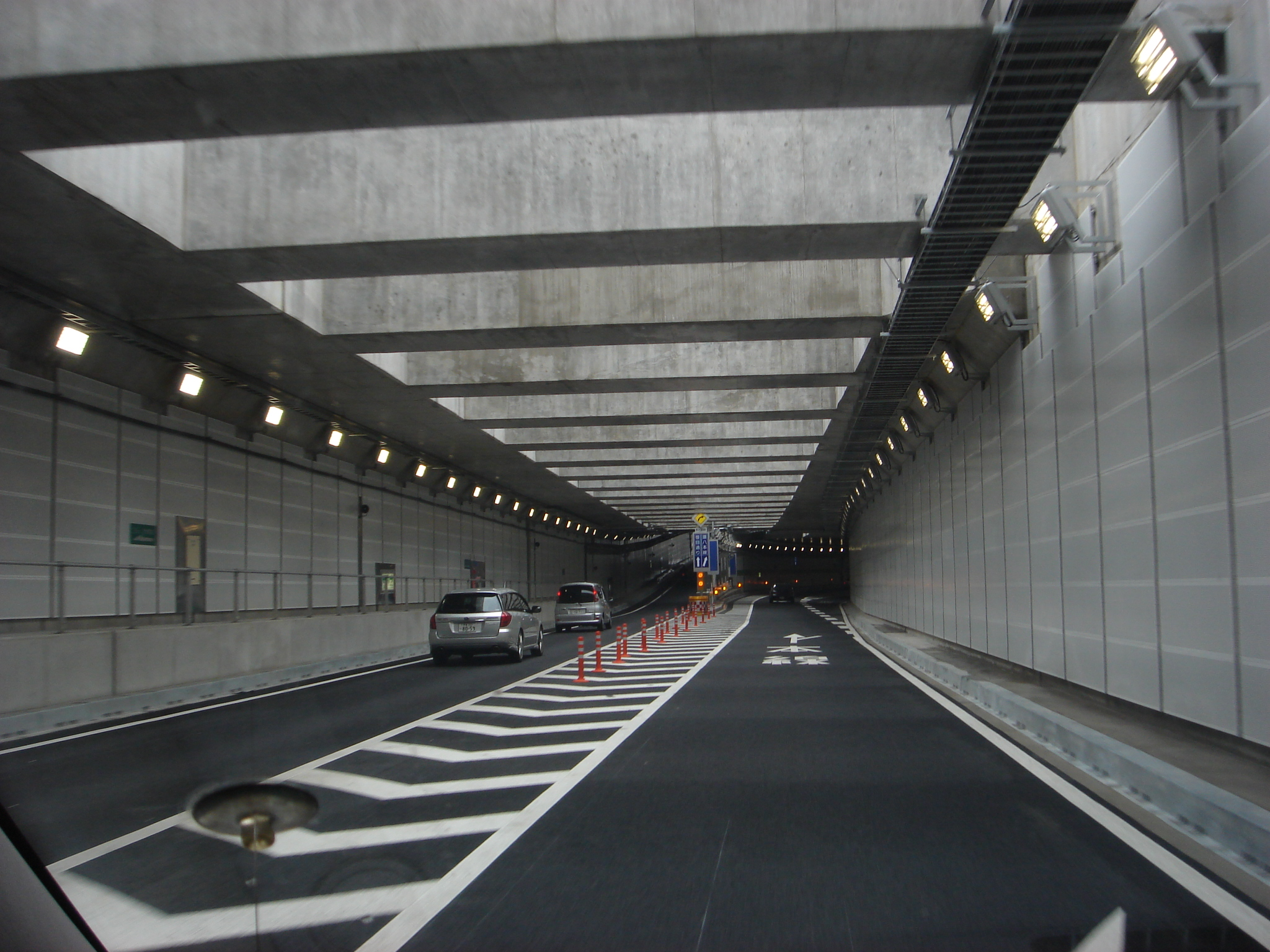
外回り分岐部

井荻トンネル（いおぎトンネル）は、東京都杉並区から練馬区にかけての東京都道311号環状八号線（環八通り）に位置するトンネルである。
西武新宿線、早稲田通り（東京都道・埼玉県道25号飯田橋石神井新座線）、新青梅街道（東京都道440号落合井草線）、千川通り（東京都道439号椎名町上石神井線）、旧早稲田通り（都道25号線）と地下で交差している。
1キロ以上ある長いトンネルのため、西武新宿線との交差部分には側道通行車両用の陸橋が架けられており、トンネルと陸橋の上下で西武新宿線を通過する形になっている。

## 概要
環状八号線は、開通当初は西武新宿線とは井荻駅前で踏切による平面交差をしていた。西武新宿線の運行本数が多く、井荻駅前で電車が低速で通過することもあり、1時間当たり平均で約32分、ラッシュ時には約46分遮断される開かずの踏切であった。そのため、環八通りの開通区間が延びて交通量が増大するにつれて渋滞が激しくなり、東京都内で有数の渋滞箇所であった。
そこで西武新宿線との立体交差が必要となったが、もともと同線の連続立体交差の計画があって井荻駅前には側道用の用地を取得していなかったため道路幅員が狭く、2車線分の立体交差しか建設できない状態であった。そのため、西武新宿線の南北で環八通りと交差している早稲田通り、新青梅街道、千川通り、旧早稲田通りといった幹線道路との立体交差事業と一体化して、井荻トンネルが建設された（出入口は側道用の幅員がある部分に建設し、井荻駅前はトンネルの真上の現道を側道とする）。
まず、井荻駅前の渋滞を早期に解消すべく、トンネルに先行して上下1車線ずつ計2車線の陸橋が西武新宿線の交差部分に建設された。これは、現在も側道通行車両用の陸橋として利用されている。
井荻トンネルは、早稲田通りと交差する清水3丁目交差点の南側から南田中2丁目交差点の手前（南側）までが先行して建設され、1997年（平成9年）4月30日に開通した。その先の北側部分は、環八通りの未開通部分であり、既開通部分が南田中2丁目交差点で笹目通りと直結していたことから、延伸とともにトンネルを建設すべく、地下構造物の一部を建設したのち埋没させておいた。
このトンネルの一部完成により渋滞が大幅に緩和され、その経済効果は東京都によると年間200億円（時間短縮効果115億円、燃料節約効果85億円）と推測されている。しかし、流れがよくなったことで交通集中を招いて交通量が増えたこともあり、徐々に完成前ほどではないが渋滞が起きるようになった。
その後、2005年（平成17年）1月から未完成だった北側部分において、南田中2丁目交差点を越えて、笹目通りへの出口や八号線延伸部分である練馬トンネルに地下で接続する延伸工事が行われた。2006年（平成18年）5月28日に開通し、井荻トンネルは全線完成した。

## データ
- 開通年度：1997年（平成9年）4月30日
- トンネル延長：1,263m（トンネル地下部分のみ）
- 片側2車線（全体4車線）
  - 外回りは、トンネル終点手前で分岐しており、右1車線が練馬トンネル方面、左1車線が笹目通り方面となっている（ただし、練馬トンネル方面は地上に出る事なくそのまま右カーブのトンネルが続き、地上の側道に出るための分岐を経た後、車線はすぐにまた2つに増える）。
  - 内回りは、笹目通りとは平面交差しており、交差する南田中2丁目交差点の南側に北入口がある（2005年〜2006年の工事による延伸部分は、外回りに比べてわずかである）。
- 原動機付自転車通行禁止
  - ただし原付二種（小型自動二輪車）は走行可能である。
- トンネル内で事故等発生した場合、自動音声による緊急放送が大音響で繰り返し放送される。

## 練馬トンネルとの接続
1997年の開通当時は、トンネルの北側は南田中2丁目交差点の南までであった。2005年3月より全線を片側1車線規制にして、トンネルを延長し練馬トンネルに接続する工事を行った。笹目通り（東京都道443号南田中町旭町線）に続く外廻り出口の1つを先行で開通。2006年5月28日に練馬トンネル側への分岐部分を含めて全線開通した。
なお、井荻トンネル延長部分の一部（旧出入口部分）は、開放式の半地下トンネルとなっている。

## 側道
側道は陸橋となっている。原動機付自転車も通行可能だが、歩行者・自転車は通行できない。

## 歩行者・自転車
地下に歩行者用通路・自転車用通路（押し歩きする）が設けられている。

## 交差・接続する鉄道・道路
- 西武新宿線
- 早稲田通り
- 新青梅街道
- 千川通り
- 旧早稲田通り
- 笹目通り